# 호람샤르

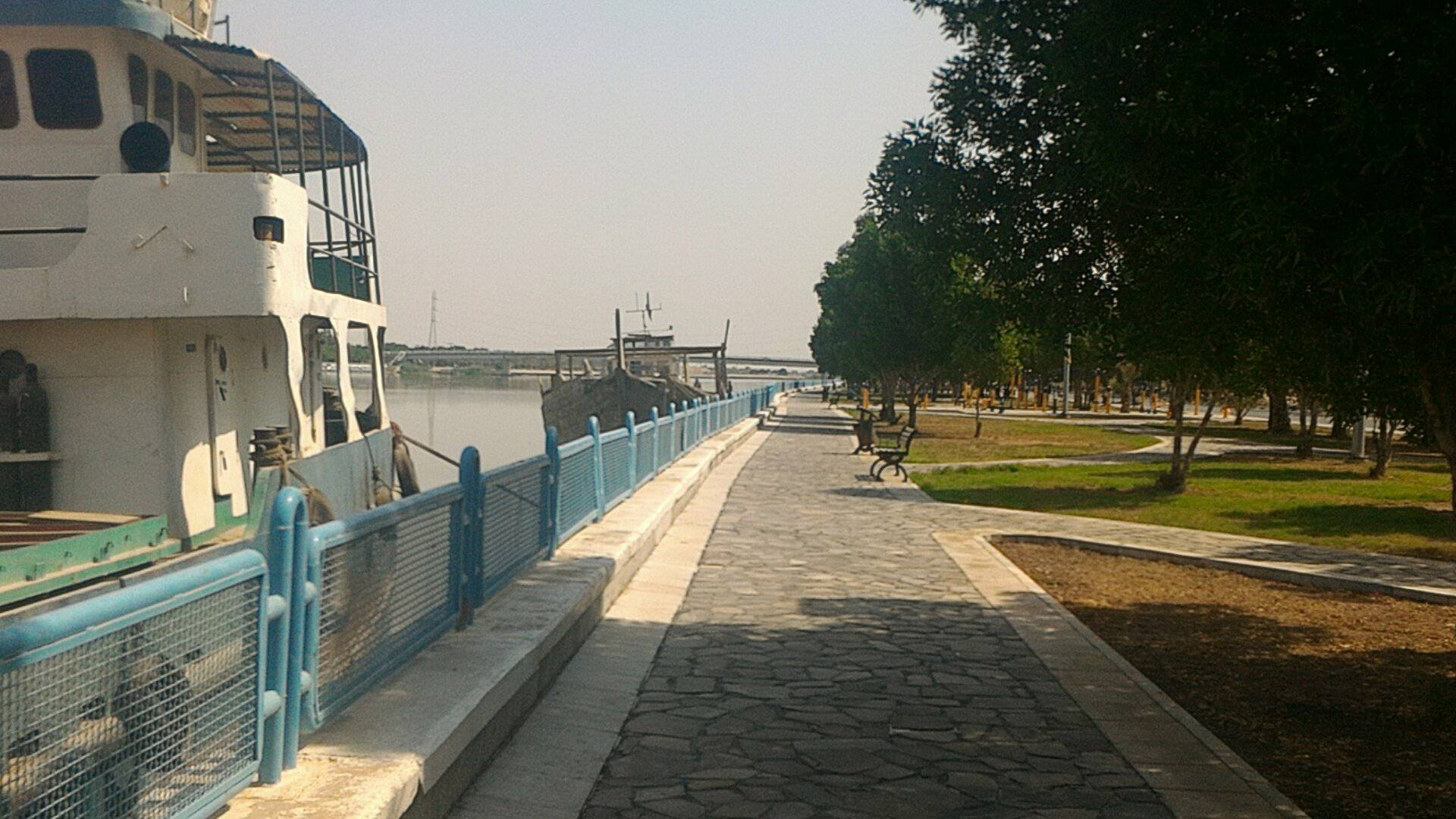

호람샤르(페르시아어: خرمشهر)는 이란 후제스탄주의 도시로 인구는 123,866명(2006년 기준)이다.